# Natação no Campeonato Mundial de Esportes Aquáticos de 2009 - 200 m medley masculino
A prova dos 200 metros medley masculino da natação no Campeonato Mundial de Esportes Aquáticos de 2009 ocorreu nos dias 29 e 30 de julho no Stadio del Nuoto em Roma.

## Recordes
Antes desta competição, os recordes mundiais e do campeonato nesta prova eram os seguintes:
| Tipo                  | Atleta         | Tempo   | Local     | Data                 | Ref |
| --------------------- | -------------- | ------- | --------- | -------------------- | --- |
|                       | Michael Phelps | 1:54,23 | Pequim    | 15 de agosto de 2008 | ver |
| Recorde do campeonato | Michael Phelps | 1:54,98 | Melbourne | 29 de março de 2007  | ver |

## Medalhistas
| Ouro              | Prata             | Bronze              |
| Ryan Lochte (USA) | Laszlo Cseh (HUN) | Eric Shanteau (USA) |

## Resultados

### Eliminatórias
Estes são os resultados das eliminatórias:
| Pos. | Bateria | Raia | Atleta                  | Tempo   | Notas |
| ---- | ------- | ---- | ----------------------- | ------- | ----- |
| 1    | 9       | 4    | HUN Laszlo Cseh         | 1:56.34 |       |
| 2    | 10      | 4    | USA Eric Shanteau       | 1:57.65 |       |
| 3    | 10      | 7    | AUS Leith Brodie        | 1:57.66 |       |
| 3    | 11      | 3    | BRA Thiago Pereira      | 1:57.66 |       |
| 5    | 11      | 4    | USA Ryan Lochte         | 1:57.94 |       |
| 6    | 9       | 5    | GBR James Goddard       | 1:58.40 |       |
| 7    | 9       | 3    | HUN Gergo Kis           | 1:58.48 |       |
| 8    | 11      | 7    | ISR Gal Nevo            | 1:58.55 |       |
| 9    | 11      | 5    | JPN Ken Takakuwa        | 1:58.60 |       |
| 10   | 11      | 6    | ITA Alessio Boggiatto   | 1:58.81 |       |
| 11   | 11      | 0    | GER Yannick Lebherz     | 1:58.94 |       |
| 12   | 10      | 5    | RSA Darian Townsend     | 1:58.96 |       |
| 13   | 11      | 2    | BRA Henrique Rodrigues  | 1:59.21 |       |
| 14   | 10      | 6    | JPN Takuro Fujii        | 1:59.26 |       |
| 15   | 9       | 8    | GBR Joseph Roebuck      | 1:59.65 |       |
| 16   | 7       | 3    | EST Martin Liivamagi    | 1:59.95 |       |
| 17   | 11      | 1    | POR Diogo Carvalho      | 2:00.05 |       |
| 18   | 10      | 9    | AUS Tommaso D'Orsogna   | 2:00.31 |       |
| 19   | 9       | 2    | LTU Vytautas Janusaitis | 2:00.32 |       |
| 20   | 10      | 3    | BAR Bradley Ally        | 2:00.44 |       |
| 21   | 10      | 2    | FRA Fabien Horth        | 2:00.47 |       |
| 22   | 8       | 7    | COL Omar Pinzon         | 2:00.56 |       |
| 23   | 11      | 9    | POL Lukasz Wojt         | 2:00.72 |       |
| 24   | 11      | 8    | ESP Alan Cabello        | 2:00.73 |       |
| 25   | 9       | 1    | ESP Brenton Cabello     | 2:01.00 |       |
| 26   | 9       | 6    | GRE Romanos Alyfantis   | 2:01.06 |       |
| 27   | 8       | 1    | CHN Liu Weijia          | 2:01.11 |       |
| 28   | 10      | 8    | PHI Miguel Molina       | 2:01.19 |       |
| 29   | 7       | 7    | EST Martti Aljand       | 2:01.26 |       |
| 30   | 9       | 7    | RSA Riaan Schoeman      | 2:01.31 |       |

| Ver o restante da classificação | Ver o restante da classificação | Ver o restante da classificação | Ver o restante da classificação | Ver o restante da classificação | Ver o restante da classificação | Ver o restante da classificação |
| Pos.                            | Bateria                         | Raia                            | Atleta                          | Tempo                           | Notas                           |                                 |
| ------------------------------- | ------------------------------- | ------------------------------- | ------------------------------- | ------------------------------- | ------------------------------- | ------------------------------- |
| 31                              | 8                               | 4                               | CRO Sasa Impric                 | 2:01.41                         |                                 |                                 |
| 32                              | 10                              | 0                               | RUS Andrey Krylov               | 2:01.43                         |                                 |                                 |
| 33                              | 8                               | 2                               | DEN Chris Boe Christensen       | 2:01.62                         |                                 |                                 |
| 34                              | 9                               | 0                               | POL Mateusz Matczak             | 2:01.65                         |                                 |                                 |
| 35                              | 8                               | 3                               | CAN Jordan Hartney              | 2:01.69                         |                                 |                                 |
| 36                              | 7                               | 6                               | POR Carlos Almeida              | 2:01.78                         |                                 |                                 |
| 37                              | 8                               | 6                               | TUN Taki M'Radet                | 2:01.81                         |                                 |                                 |
| 38                              | 6                               | 1                               | CRO Niksa Roki                  | 2:01.86                         |                                 |                                 |
| 39                              | 8                               | 9                               | KAZ Dmitriy Gordiyenko          | 2:02.20                         |                                 |                                 |
| 40                              | 9                               | 9                               | NOR Gard Kvale                  | 2:02.29                         |                                 |                                 |
| 41                              | 8                               | 8                               | CZE Tomas Fucik                 | 2:02.60                         |                                 |                                 |
| 41                              | 10                              | 1                               | AUT Dinko Jukic                 | 2:02.60                         |                                 |                                 |
| 43                              | 7                               | 5                               | AUT Dominik Dur                 | 2:03.59                         |                                 |                                 |
| 44                              | 7                               | 4                               | CHN Sun Han                     | 2:03.95                         |                                 |                                 |
| 45                              | 6                               | 2                               | CAN Anders McIntyre             | 2:04.67                         |                                 |                                 |
| 46                              | 7                               | 1                               | ALG Mehdi Hamama                | 2:04.86                         |                                 |                                 |
| 47                              | 7                               | 2                               | LUX Raphael Stacchiotti         | 2:05.51                         |                                 |                                 |
| 48                              | 6                               | 9                               | ANG Pedro Pinotes               | 2:05.57                         |                                 |                                 |
| 49                              | 5                               | 8                               | IRI Saeid Maleka Ashtiani       | 2:05.96                         |                                 |                                 |
| 50                              | 4                               | 4                               | ISV Branden Whitehurst          | 2:06.05                         |                                 |                                 |
| 51                              | 7                               | 9                               | TUR Serkan Atasay               | 2:06.27                         |                                 |                                 |
| 52                              | 5                               | 4                               | IND Rehan Poncha                | 2:06.29                         |                                 |                                 |
| 53                              | 7                               | 0                               | MEX Ezequiel Trujillo           | 2:06.30                         |                                 |                                 |
| 54                              | 4                               | 7                               | LTU Mindaugas Margis            | 2:06.99                         |                                 |                                 |
| 55                              | 5                               | 7                               | AND Haciane Hocine              | 2:07.46                         |                                 |                                 |
| 56                              | 6                               | 8                               | CHI Benjamin Guzman Blanco      | 2:07.50                         |                                 |                                 |
| 57                              | 5                               | 6                               | MEX Raul Lopez                  | 2:07.92                         |                                 |                                 |
| 58                              | 6                               | 3                               | LUX Laurent Carnol              | 2:08.01                         |                                 |                                 |
| 59                              | 6                               | 7                               | PHI Robert Walsh                | 2:08.37                         |                                 |                                 |
| 60                              | 5                               | 3                               | TPE Chien Jui-Ting              | 2:08.87                         |                                 |                                 |
| 61                              | 4                               | 2                               | DOM Jean Luis Gomez             | 2:09.08                         |                                 |                                 |
| 62                              | 5                               | 1                               | IND Agnishwar Jayaprakash       | 2:09.11                         |                                 |                                 |
| 63                              | 5                               | 5                               | UZB Dmitriy Shvetsov            | 2:09.80                         |                                 |                                 |
| 64                              | 6                               | 6                               | THA Radomyos Matjiur            | 2:09.91                         |                                 |                                 |
| 65                              | 5                               | 0                               | GEO Giorgi Mtvralashvili        | 2:10.12                         |                                 |                                 |
| 66                              | 5                               | 2                               | PAN Diego Castillo              | 2:10.37                         |                                 |                                 |
| 67                              | 4                               | 6                               | MAR Berrada Morad               | 2:10.40                         |                                 |                                 |
| 68                              | 3                               | 5                               | ZIM Nicholas James              | 2:10.42                         |                                 |                                 |
| 69                              | 3                               | 6                               | NAM Byron Briedenhann           | 2:10.92                         |                                 |                                 |
| 70                              | 6                               | 5                               | TPE Pan Kai-Wen                 | 2:11.35                         |                                 |                                 |
| 71                              | 4                               | 0                               | UAE Obaid Aljesmi               | 2:11.62                         |                                 |                                 |
| 72                              | 3                               | 2                               | ISV Ryan Nelthropp              | 2:12.22                         |                                 |                                 |
| 73                              | 4                               | 3                               | KGZ Dmitrii Aleksandrov         | 2:12.57                         |                                 |                                 |
| 74                              | 7                               | 8                               | KGZ Yury Zaharov                | 2:12.76                         |                                 |                                 |
| 75                              | 6                               | 0                               | SIN Pang Sheng Jun              | 2:13.96                         |                                 |                                 |
| 76                              | 4                               | 5                               | ESA Rafael Alfaro               | 2:13.99                         |                                 |                                 |
| 77                              | 4                               | 2                               | GIB Colin Bensadon              | 2:14.05                         |                                 |                                 |
| 78                              | 4                               | 8                               | HON Roy Barahona Fuentes        | 2:14.18                         |                                 |                                 |
| 79                              | 4                               | 9                               | MNP Eli Ebenezer Wong           | 2:14.96                         |                                 |                                 |
| 80                              | 5                               | 9                               | KUW Marzouq Alsalem             | 2:15.38                         |                                 |                                 |
| 81                              | 3                               | 9                               | PYF Vincent Perry               | 2:16.89                         |                                 |                                 |
| 82                              | 3                               | 3                               | SUR Diguan Pigot                | 2:18.08                         |                                 |                                 |
| 83                              | 3                               | 7                               | GUA Gary Pineda                 | 2:18.90                         |                                 |                                 |
| 84                              | 2                               | 7                               | ASA Benjamin Gabbard            | 2:19.88                         |                                 |                                 |
| 85                              | 2                               | 2                               | MRI Jean Marie Emmanuel Froget  | 2:21.32                         |                                 |                                 |
| 86                              | 2                               | 6                               | PAN Andres Castillo             | 2:21.44                         |                                 |                                 |
| 87                              | 2                               | 4                               | NCA Pablo Navarrete             | 2:21.45                         |                                 |                                 |
| 88                              | 2                               | 0                               | FIJ Paul Elaisa                 | 2:21.51                         |                                 |                                 |
| 89                              | 3                               | 1                               | JOR Kareem Ennab                | 2:21.72                         |                                 |                                 |
| 90                              | 2                               | 8                               | MRI Mathieu Gilles Marquet      | 2:25.76                         |                                 |                                 |
| 91                              | 2                               | 9                               | PYF Anthony Clark               | 2:31.04                         |                                 |                                 |
| 92                              | 2                               | 1                               | ALB Jon Pepaj                   | 2:35.67                         |                                 |                                 |
| 93                              | 1                               | 4                               | MDV Mohamed Mujahid             | 2:40.58                         |                                 |                                 |
| 94                              | 1                               | 3                               | ASA Ching Maou Wei              | 2:55.40                         |                                 |                                 |
| 95                              | 1                               | 5                               | MDV Hussain Mubah               | 2:57.09                         |                                 |                                 |
| --                              | 1                               | 6                               | INA Glenn Victor Sutanto        | DNS                             |                                 |                                 |
| --                              | 3                               | 4                               | MAD Erik Rajohnson              | DNS                             |                                 |                                 |
| --                              | 3                               | 8                               | ALB Endi Babi                   | DNS                             |                                 |                                 |
| --                              | 3                               | 0                               | UAE Mubarak al Besher           | DSQ                             |                                 |                                 |
| --                              | 6                               | 4                               | UZB Aleksey Derlyugov           | DSQ                             |                                 |                                 |
| --                              | 8                               | 0                               | UKR Badym Lepskii               | DSQ                             |                                 |                                 |
| --                              | 8                               | 5                               | UKR Denys Dubrov                | DSQ                             |                                 |                                 |

### Semifinal
Estes são os resultados das semifinais:
| Pos. | Bateria | Raia | Atleta                 | Tempo   | Notas            |
| ---- | ------- | ---- | ---------------------- | ------- | ---------------- |
| 1    | 2       | 3    | USA Ryan Lochte        | 1:55.18 |                  |
| 1    | 2       | 4    | HUN László Cseh        | 1:55.18 | Recorde europeu  |
| 3    | 2       | 5    | AUS Leith Brodie       | 1:56.75 |                  |
| 4    | 1       | 3    | GBR James Goddard      | 1:57.12 | Recorde nacional |
| 5    | 1       | 4    | USA Eric Shanteau      | 1:57.16 |                  |
| 6    | 1       | 5    | BRA Thiago Pereira     | 1:57.35 |                  |
| 7    | 2       | 2    | JPN Ken Takakuwa       | 1:58.09 |                  |
| 8    | 2       | 6    | HUN Gergo Kis          | 1:58.11 |                  |
| 9    | 1       | 6    | ISR Gal Nevo           | 1:58.25 |                  |
| 10   | 1       | 2    | ITA Alessio Boggiatto  | 1:58.33 |                  |
| 11   | 1       | 7    | RSA Darian Townsend    | 1:58.50 |                  |
| 12   | 1       | 1    | JPN Takuro Fujii       | 1:59.21 |                  |
| 13   | 2       | 7    | GER Yannick Lebherz    | 1:59.54 |                  |
| 14   | 2       | 8    | GBR Joseph Roebuck     | 1:59.82 |                  |
| 15   | 2       | 1    | BRA Henrique Rodrigues | 2:00.25 |                  |
| 16   | 1       | 8    | EST Martin Liivamägi   | 2:01.24 |                  |

### Final
Estes são os resultados da final:
| Pos.              | Raia | Atleta             | Tempo   | Notas                 |
| ----------------- | ---- | ------------------ | ------- | --------------------- |
| Medalha de ouro   | 4    | USA Ryan Lochte    | 1:54.10 | Recorde mundial       |
| Medalha de prata  | 5    | HUN Laszlo Cseh    | 1:55.24 |                       |
| Medalha de bronze | 2    | USA Eric Shanteau  | 1:55.36 |                       |
| 4                 | 7    | BRA Thiago Pereira | 1:55.55 | Recorde sul-americano |
| 5                 | 3    | AUS Leith Brodie   | 1:56.69 | Recorde da Oceania    |
| 6                 | 6    | GBR James Goddard  | 1:57.93 |                       |
| 7                 | 1    | JPN Ken Takakuwa   | 1:58.02 |                       |
| 8                 | 8    | HUN Gergo Kis      | 1:59.32 |                       |

## Novos recordes
| Tipo                  | Atleta      | Tempo   | Local | Data                | Ref |
| --------------------- | ----------- | ------- | ----- | ------------------- | --- |
|                       | Ryan Lochte | 1:54.10 | Roma  | 30 de julho de 2009 | ver |
| Recorde do campeonato | Ryan Lochte | 1:54.10 | Roma  | 30 de julho de 2009 | ver |

Legenda
| Recorde mundial       | Recorde mundial (World record)               |                       | Recorde africano                      | Recorde africano (African) |                                           | Q | Classificado por posição (Qualified) |
| Recorde do campeonato | Recorde do campeonato (Championship record)  | Recorde da América    | Recorde da América (Americas)         | q                          | Classificado por melhor tempo (Qualified) |   |                                      |
| Melhor marca do ano   | Melhor marca do ano (World leading)          | Recorde asiático      | Recorde asiático (Asian)              | DNS                        | Não largou (Did not start)                |   |                                      |
| Recorde nacional      | Recorde nacional (National record)           | Recorde europeu       | Recorde europeu (European)            | DNF                        | Não terminou (Did not finish)             |   |                                      |
| Recorde pessoal       | Recorde pessoal do atleta (Personal best)    | Recorde da Oceania    | Recorde da Oceania (Oceania)          | DSQ / DQ                   | Desclassificado (Disqualified)            |   |                                      |
| Recorde da temporada  | Recorde da temporada do atleta (Season best) | Recorde sul-americano | Recorde sul-americano (South America) | NM                         | Sem marca (No mark)                       |   |                                      |